# Ian Hamilton Finlay

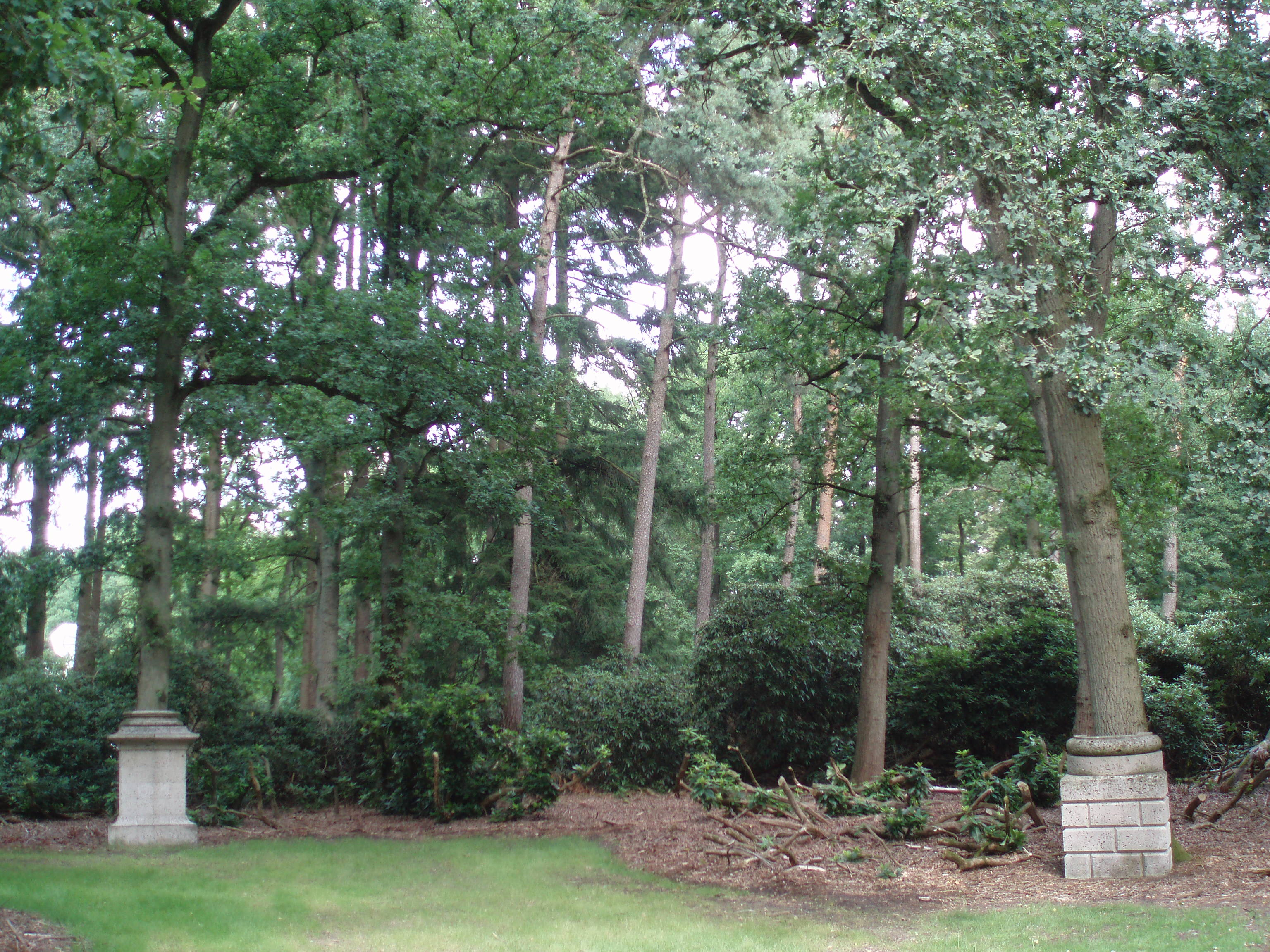
Five Colums von Finlay für den Skulpturenpark am Kröller-Müller-Museum

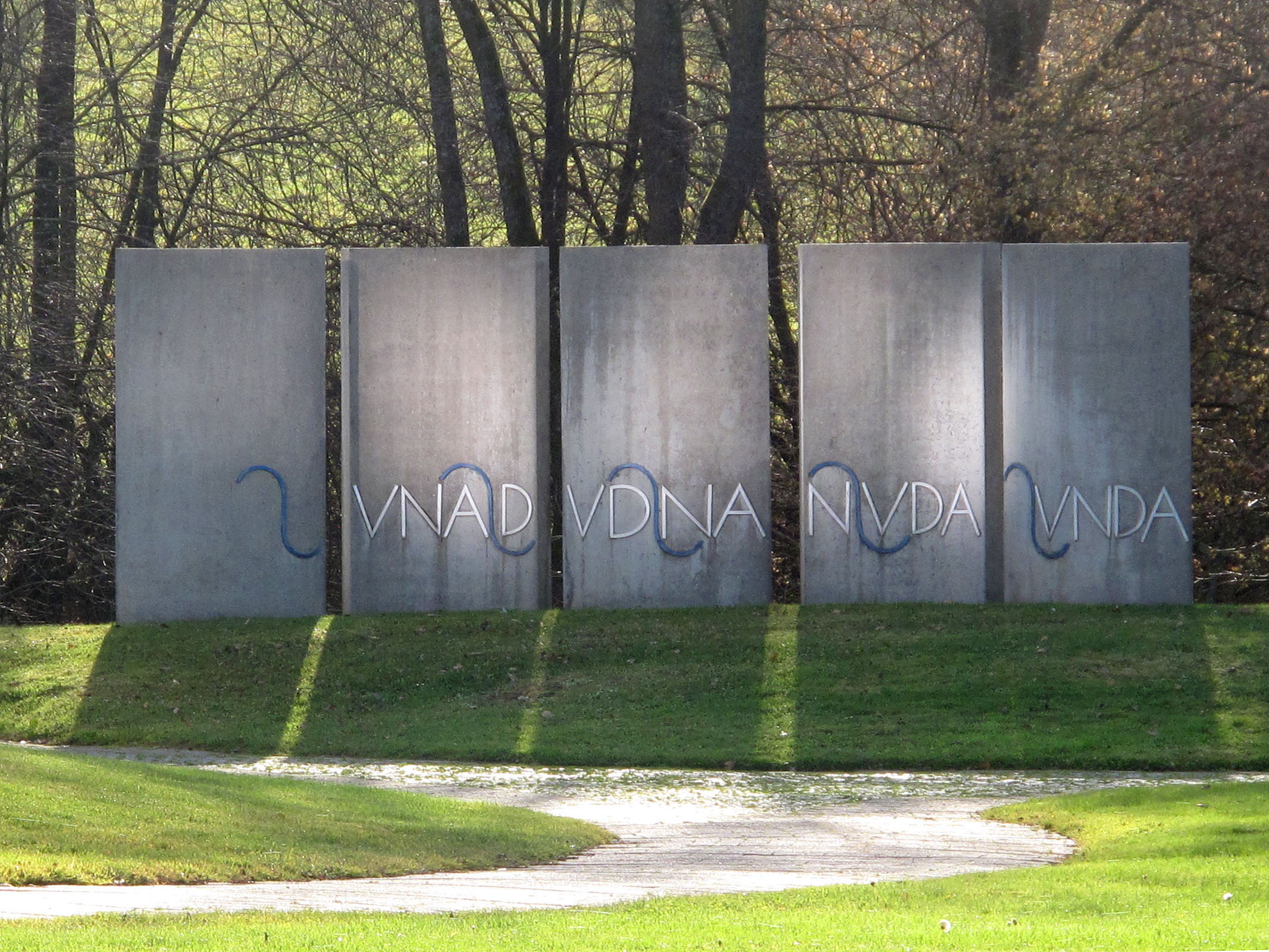
Konkrete Poesie (1975), im Garten des Max-Planck-Instituts für Festkörperforschung in Stuttgart

Ian Hamilton Finlay, CBE (* 28. Oktober 1925 in Nassau, Bahamas; † 27. März 2006 in Edinburgh) war ein schottischer Lyriker, Schriftsteller, Künstler und Gartenkünstler.

## Leben
Ian Hamilton Finlay war der Sohn des schottischen Paares James Hamilton Finlay und Annie Whitelaw, geborene Pettigrew. Mit sechs Jahren wurde er auf das Internat Dollar Academy in Dollar, Clackmannanshire geschickt und mit dreizehn Jahren, als der Zweite Weltkrieg ausbrach, auf die Orkney-Inseln verschickt. Kurzzeitig besuchte er die Glasgow School of Art. 1942 wurde er in die britische Armee eingezogen und diente bis 1947 im Royal Army Service Corps. 1945 heiratete er Marion Fletcher.
Nach dem Krieg wirkte Finlay zunächst als Schäfer und Arbeiter auf den Orkneys, begann dann aber, Kurzgeschichten und Gedichte zu schreiben. Er veröffentlichte seine ersten Bücher, The Sea Bed and Other Stories 1958 bei Castle Wynd Printers in Edinburgh und The Dancers Inherit the Party 1960 in einem amerikanischen Verlag. Verschiedene Kurzgeschichten erschienen im Glasgow Herald und wurden von der BBC im Radio gesendet.
1963 veröffentlichte Finlay Rapel, seine erste Gedichtsammlung, die seinen Ruhm begründete. Die meisten seiner Arbeiten veröffentlichte er in seinem eigenen Verlag Wild Hawthorn Press. Er schrieb auch Gedichte auf Steine, sogenannte One-Word-Poems, die er wie intelligente Bildunterschriften und hintersinnige Kommentare in Landschaft und Gärten einfügte.
1964 heiratete er Sue MacDonald-Lockhart, mit der er zwei Kinder, Alec and Ailie hatte. Das Paar trennte sich 1984.
1999 erlitt Finlay einen Schlaganfall, in dessen Folge seine Agoraphobie verschwand, sodass er in seinen letzten Lebensjahren reisen konnte.
Ian Hamilton Finlay starb 2006 in dem Pflegeheim Strachan House an Krebs.

## Little Sparta
Die Familie zog 1966 nach Stonypath in Lanarkshire in den Pentland Hills in ein verfallenes Landarbeiterhaus. Der Garten wurde zu einem Kunstwerk gestaltet und später auf Grund eines Streits um Steuerzahlungen „Little Sparta“ genannt, in Opposition zum Regierungssitz Edinburgh, dem „Athen des Nordens“. Der Garten mit einer 1,5 Hektar großen Fläche ist eher als Park oder – in Anlehnung an das Dessau-Wörlitzer Gartenreich – als Gartenreich zu bezeichnen. Er enthält Skulpturen und Tempelbauten im neuklassizistischen Stil. Hier sind auch beschriftete Steine ausgestellt. Im Dezember 2004 wählten fünfzig Künstler, Galeristen und Kunstexperten Little Sparta zum „größten Kunstwerk der Nation“ (“the nation’s greatest work of art”).

## Gärten und Land-Art
Ein Little Sparta ähnlicher Garten, Fleur de l’Air, wurde von Finlay inmitten einem alten terrassierten Ölgarten in der französischen Provence gestaltet, er ist der Öffentlichkeit nicht zugänglich.
1975 wurde in Stuttgart-Büsnau mit Ian Hamilton Finlays sieben Stationen umfassender Installation Konkrete Poesie die erste Anlage auf dem europäischen Festland geschaffen. 1985 wurde Finlay für den Turner Prize nominiert. Bei der documenta 8, 1987 in Kassel, war er mit einer Außeninstallation, einer Straße aus bronzenen Guillotinen, vertreten. Ein 1995 anlässlich der Landesgartenschau in Grevenbroich angelegter Waldpark, der 2014 zu Ian-Hamilton-Finley-Park umbenannt worden ist, verdeutlicht gartenkünstlerisch den Gegensatz von Zivilisation und Natur. Im Jahr 2002 beteiligte sich der Künstler mit der Bank-Skulptur Bugatti Bench am Kunstweg MenschenSpuren im Neandertal.

## Ausstellungen
- 1993/94: Ian Hamilton Finlay – Wildwachsende Blumen. Städtische Galerie im Lenbachhaus und Kunstbau, München[6]
- 2012: Ian Hamilton Finlay. Tate Britain, London

## Galerie

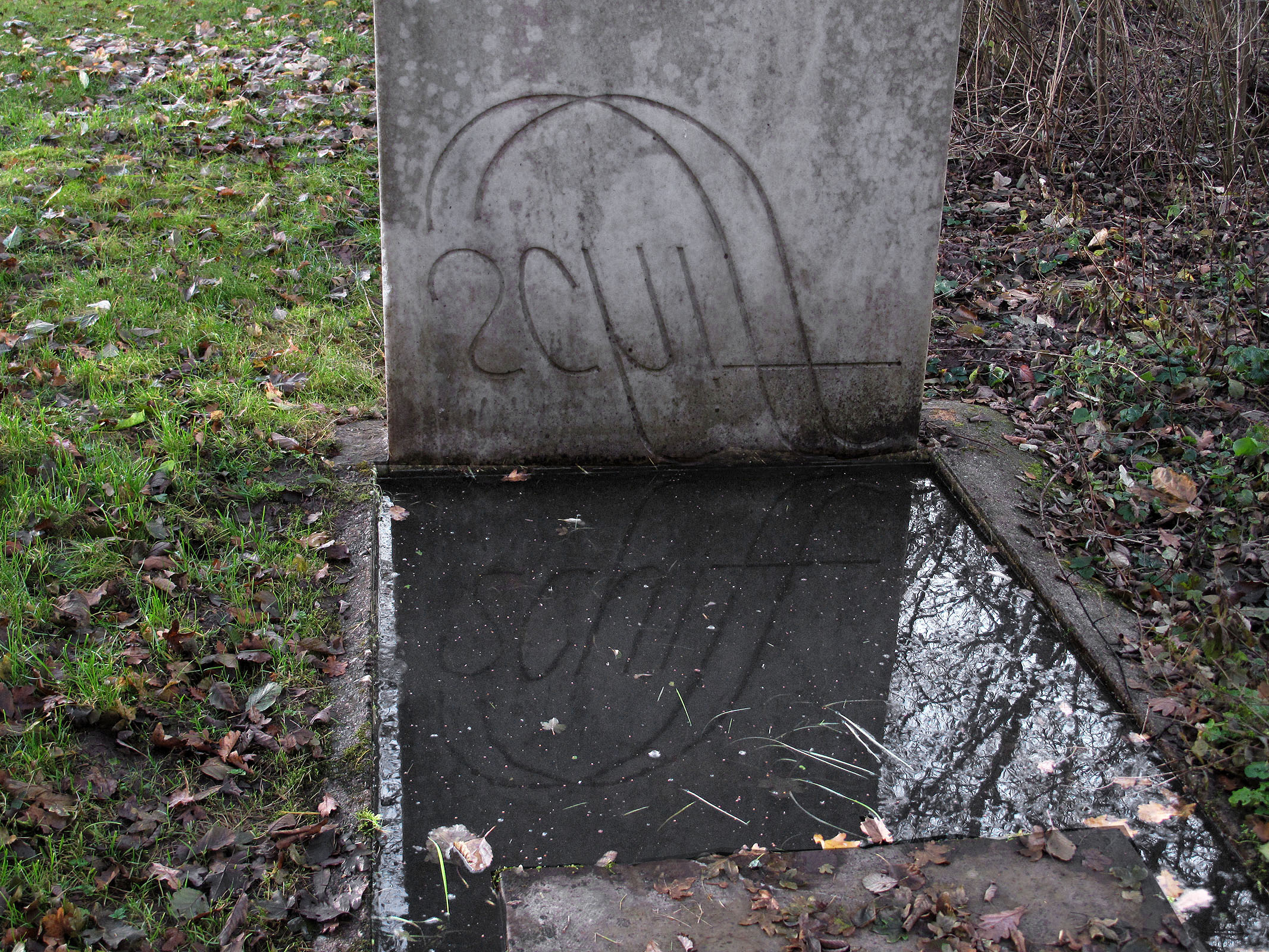
Konkrete Poesie (Station I), 1975, Stuttgart-Büsnau
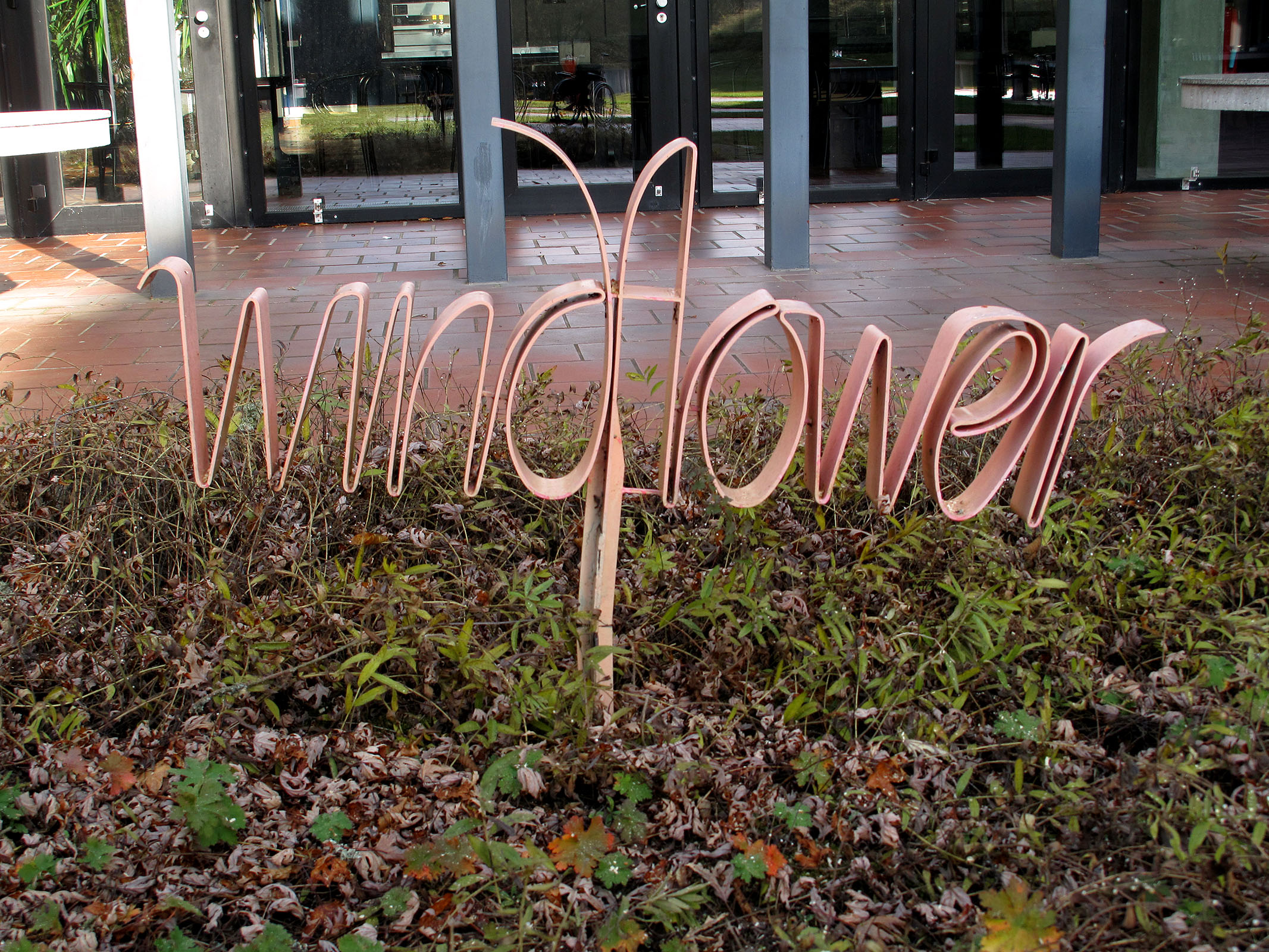
Konkrete Poesie (Station V), 1975, Stuttgart-Büsnau
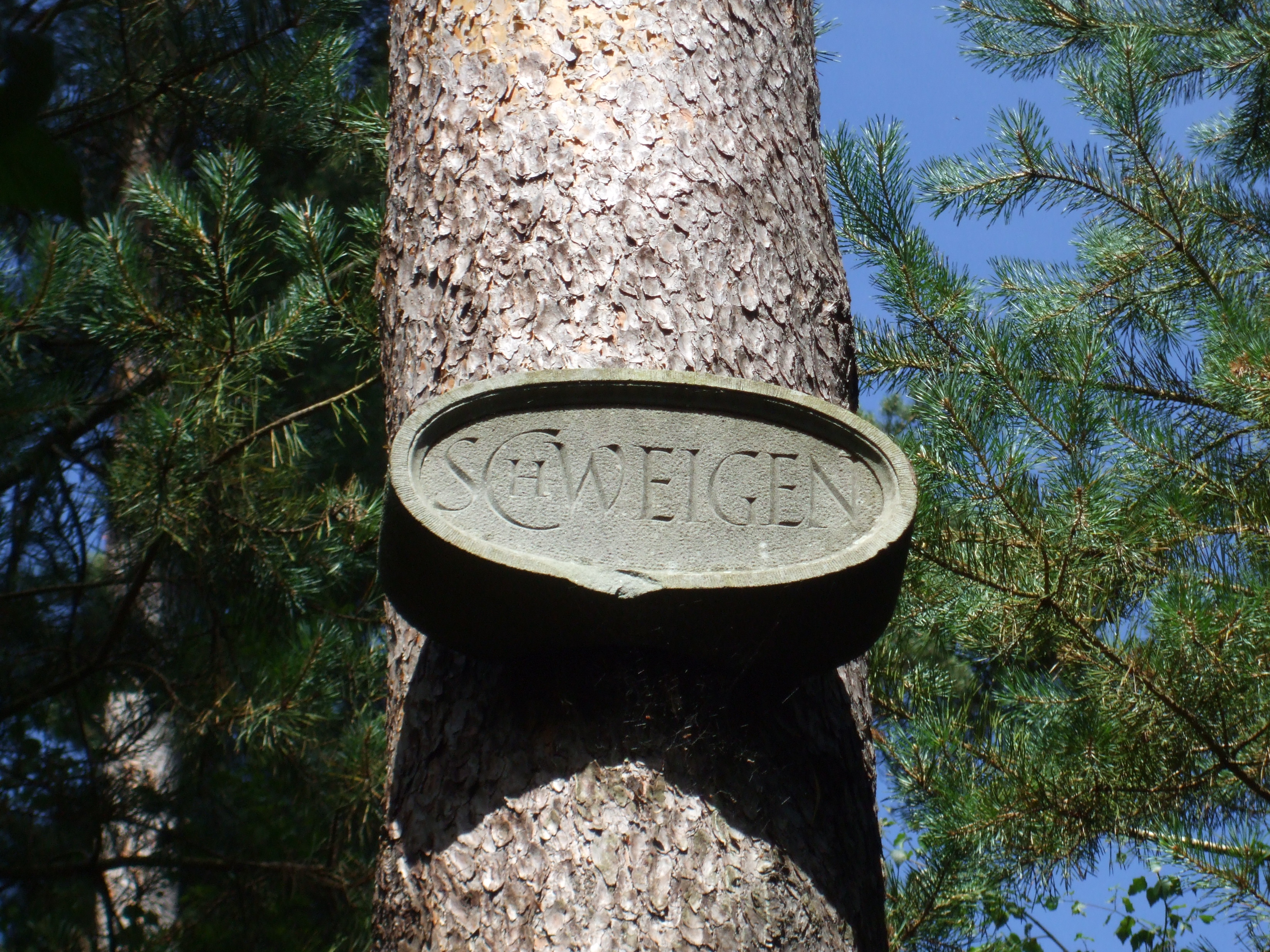
Grove of Silence, 1986, Forest of Dean
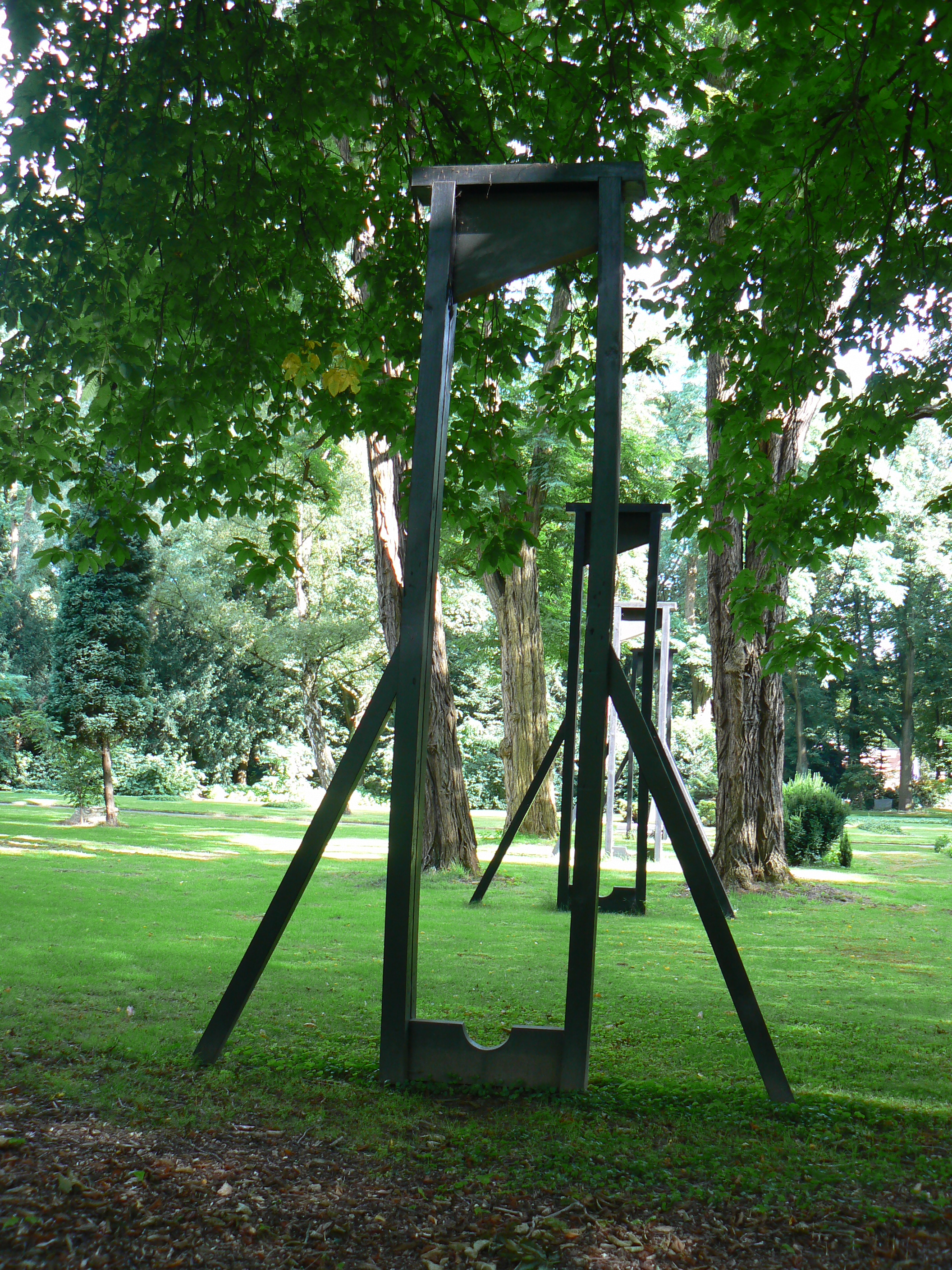
A View To The Temple, 1987, Skulpturenmuseum Glaskasten, Marl
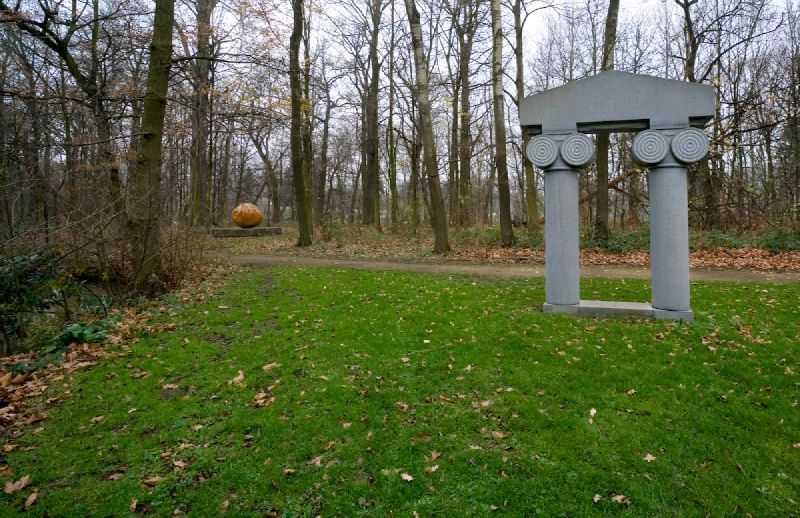
ohne Titel, Middelheim Museum, Antwerpen
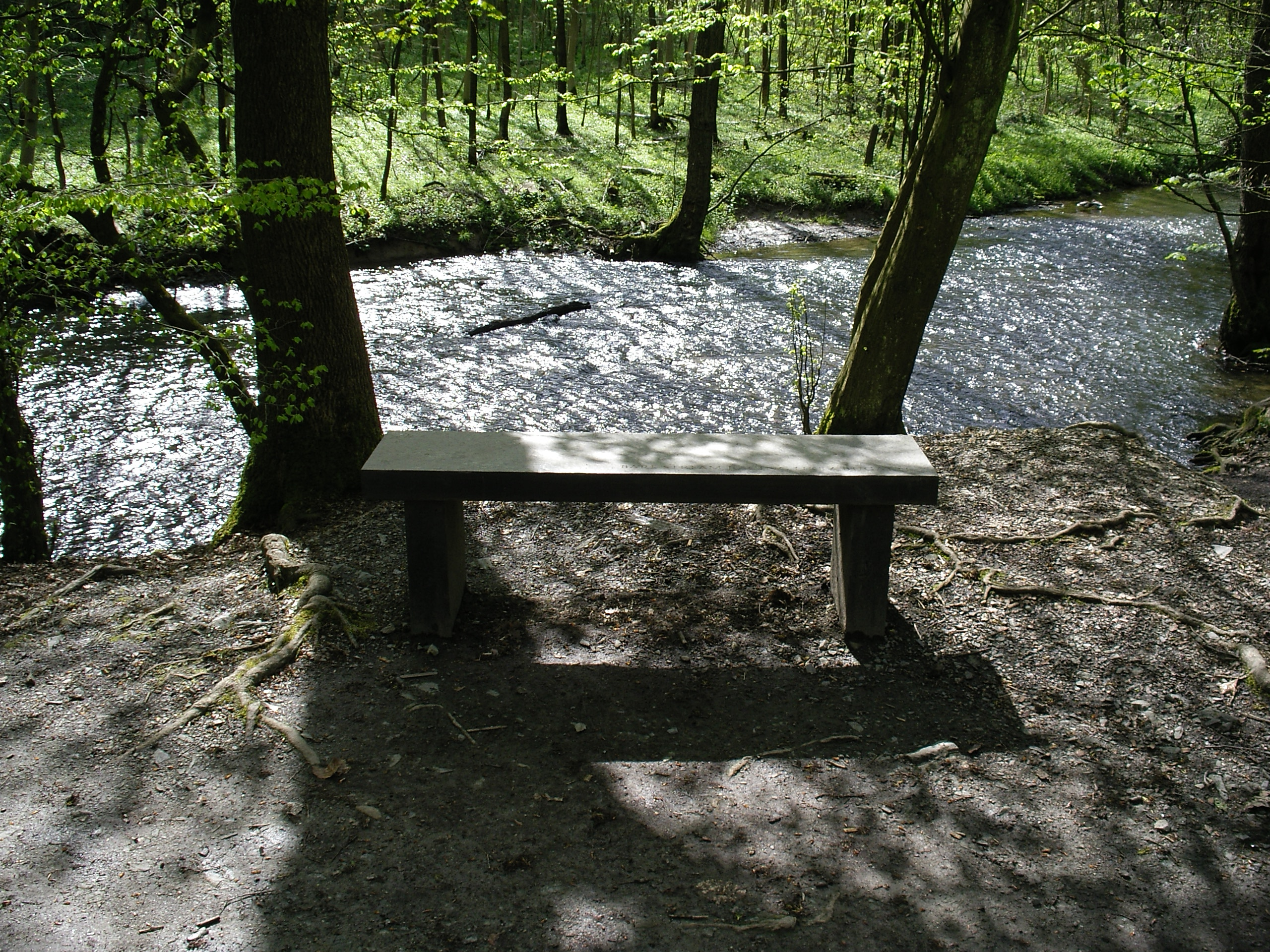
Bugatti-Bench, Neanderthal Museum
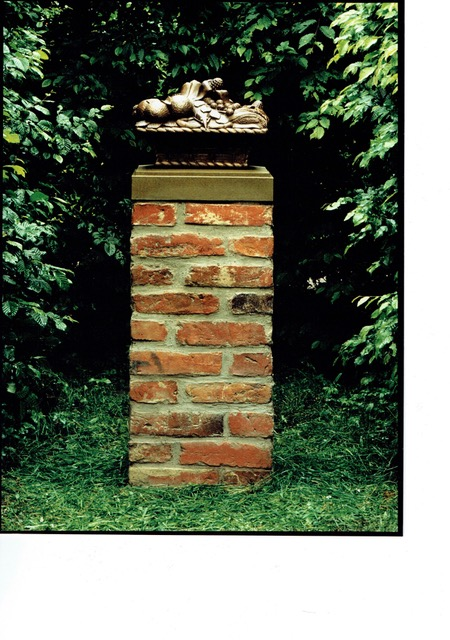
Fructidor, 1994, in der Ausstellung East of Eden, Museum Schloss Mosigkau